# Nature Valley Classic 2018
Nature Valley Classic 2018 byl tenisový turnaj pořádaný jako součást ženského okruhu WTA Tour, který se odehrával na otevřených travnatých dvorcích v Edgbaston Priory Clubu. Probíhal mezi 18. až 24. červnem 2018 v anglickém Birminghamu jako třicátý sedmý ročník turnaje.
Turnaj s rozpočtem 871 025 dolarů patřil do kategorie WTA Premier Tournaments. Nejvýše nasazenou hráčkou ve dvouhře se stala světová trojka Garbiñe Muguruzaová ze Španělska, kterou ve druhém kole vyřadila Barbora Strýcová. Jako poslední přímá účastnice do dvouhry nastoupila česká 51. tenistka žebříčku Kateřina Siniaková.
Poprvé se generálním partnerem travnatých turnajů v Birminghamu, Nottinghamu a Eastbourne stala americká potravinářská společnost Nature Valley.
Podruhé v kariéře obhájila titul 28letá Češka Petra Kvitová a připsala si dvacátou pátou singlovou trofej na okruhu WTA Tour. Pátý společný titul ze čtyřher WTA si odvezl maďarsko-francouzský pár Tímea Babosová a Kristina Mladenovicová.

## Distribuce bodů a finančních odměn

### Distribuce bodů
| Soutěž  | vítězky | finalistky | semifinalistky | čtvrtfinalistky | 16 v kole | 32 v kole | Q  | Q3 | Q2 | Q1 |
| ------- | ------- | ---------- | -------------- | --------------- | --------- | --------- | -- | -- | -- | -- |
| dvouhra | 470     | 305        | 185            | 100             | 55        | 1         | 25 | 18 | 13 | 1  |
| čtyřhra | 470     | 305        | 185            | 100             | 1         | —         | —  | —  | —  | —  |

### Finanční odměny
| Soutěž                                | vítězky  | finalistky | semifinalistky | čtvrtfinalistky | 16 v kole | 32 v kole | Q3     | Q2     | Q1     |
| ------------------------------------- | -------- | ---------- | -------------- | --------------- | --------- | --------- | ------ | ------ | ------ |
| dvouhra                               | $163 085 | $86 840    | $46 345        | $24 880         | $13 311   | $6 398    | $3 791 | $2 021 | $1 122 |
| čtyřhra                               | $50 876  | $27 155    | $14 845        | $7 562          | $4 098    | —         | —      | —      | —      |
| částky ve čtyřhře jsou uváděny na pár |          |            |                |                 |           |           |        |        |        |

## Ženská dvouhra

### Nasazení
| Stát                           | Hráčka              | WTA | Nasazení |
| ------------------------------ | ------------------- | --- | -------- |
| Španělsko                      | Garbiñe Muguruzaová | 3.  | 1.       |
| Ukrajina                       | Elina Svitolinová   | 5.  | 2.       |
| Česko                          | Karolína Plíšková   | 7.  | 3.       |
| Česko                          | Petra Kvitová       | 8.  | 4.       |
| Německo                        | Julia Görgesová     | 13. | 5.       |
| Rusko                          | Darja Kasatkinová   | 14. | 6.       |
| Belgie                         | Elise Mertensová    | 15. | 7.       |
| USA                            | Coco Vandewegheová  | 16. | 8.       |
| Žebříček WTA k 11. červnu 2018 |                     |     |          |

### Jiné formy účasti

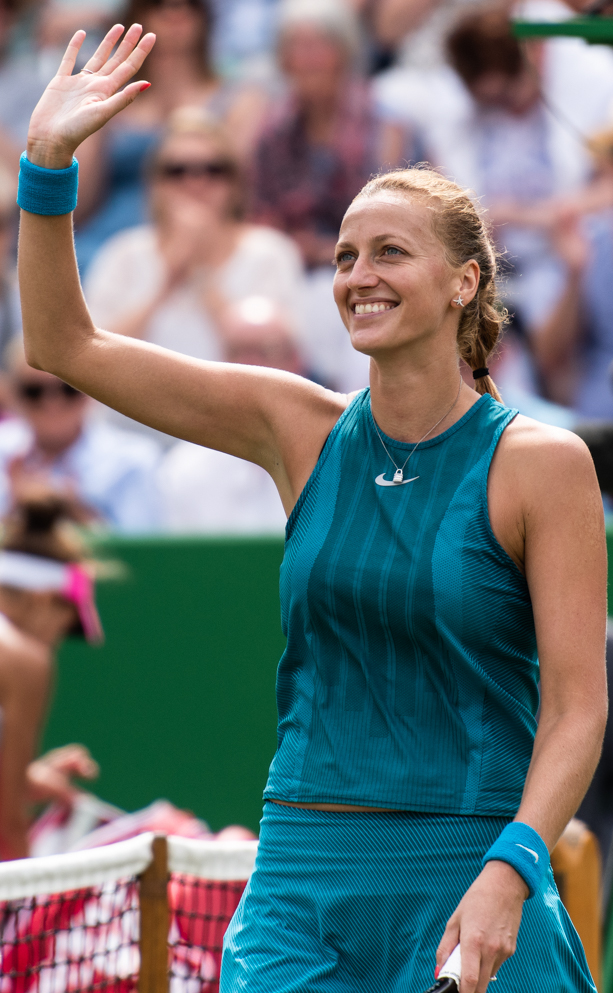
Petra Kvitová obhájila trofej a jako první a nakonec jediná hráčka získala v probíhající sezóně pátý singlový titul

Následující hráčky obdržely divokou kartu do hlavní soutěže:
- Katie Boulterová
- Elina Svitolinová
- Heather Watsonová

Následující hráčky postoupily z kvalifikace:
- Océane Dodinová
- Jennifer Bradyová
- Dalila Jakupovićová
- Kristýna Plíšková

### Odhlášení
před zahájením turnaje
- Madison Keysová → nahradila ji  Donna Vekićová

### Skrečování
- Lesja Curenková (poranění levé kyčle)[2]
- Naomi Ósakaová (poranění břišní stěny)[2]

## Ženská čtyřhra

### Nasazení
| Stát                                                                       | Hráčka                    | Stát    | Hráčka                 | WTA | Nasazení |
| -------------------------------------------------------------------------- | ------------------------- | ------- | ---------------------- | --- | -------- |
| Maďarsko                                                                   | Tímea Babosová            | Francie | Kristina Mladenovicová | 12. | 1.       |
| Česko                                                                      | Andrea Sestini Hlaváčková | Česko   | Barbora Strýcová       | 12. | 2.       |
| Čínská Tchaj-pej                                                           | Latisha Chan              | Kanada  | Gabriela Dabrowská     | 15. | 3.       |
| Česko                                                                      | Barbora Krejčíková        | Česko   | Kateřina Siniaková     | 17. | 4.       |
| Žebříček WTA k 11. červnu 2018; číslo je součtem umístění obou členek páru |                           |         |                        |     |          |

### Jiné formy účasti
Následující páry obdržely divokou kartu do hlavní soutěže:
- Eugenie Bouchardová /  Dominika Cibulková
- Katie Boulterová /  Heather Watsonová

## Přehled finále

### Ženská dvouhra
- Petra Kvitová vs.  Magdaléna Rybáriková, 4–6, 6–1, 6–2

### Ženská čtyřhra
- Tímea Babosová /  Kristina Mladenovicová vs.  Elise Mertensová /  Demi Schuursová, 4–6, 6–3, [10–8]

## Galerie

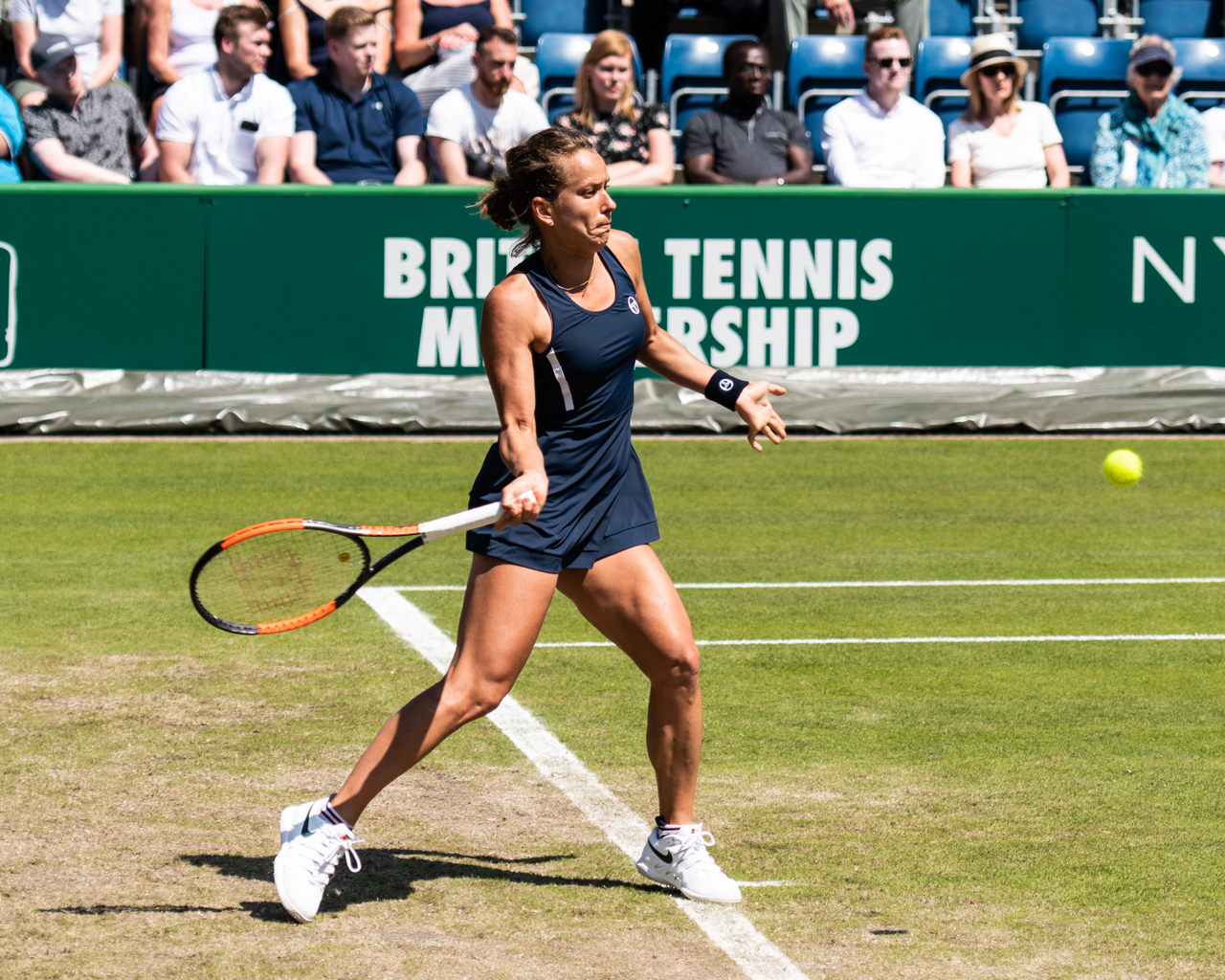
Barbora Strýcová
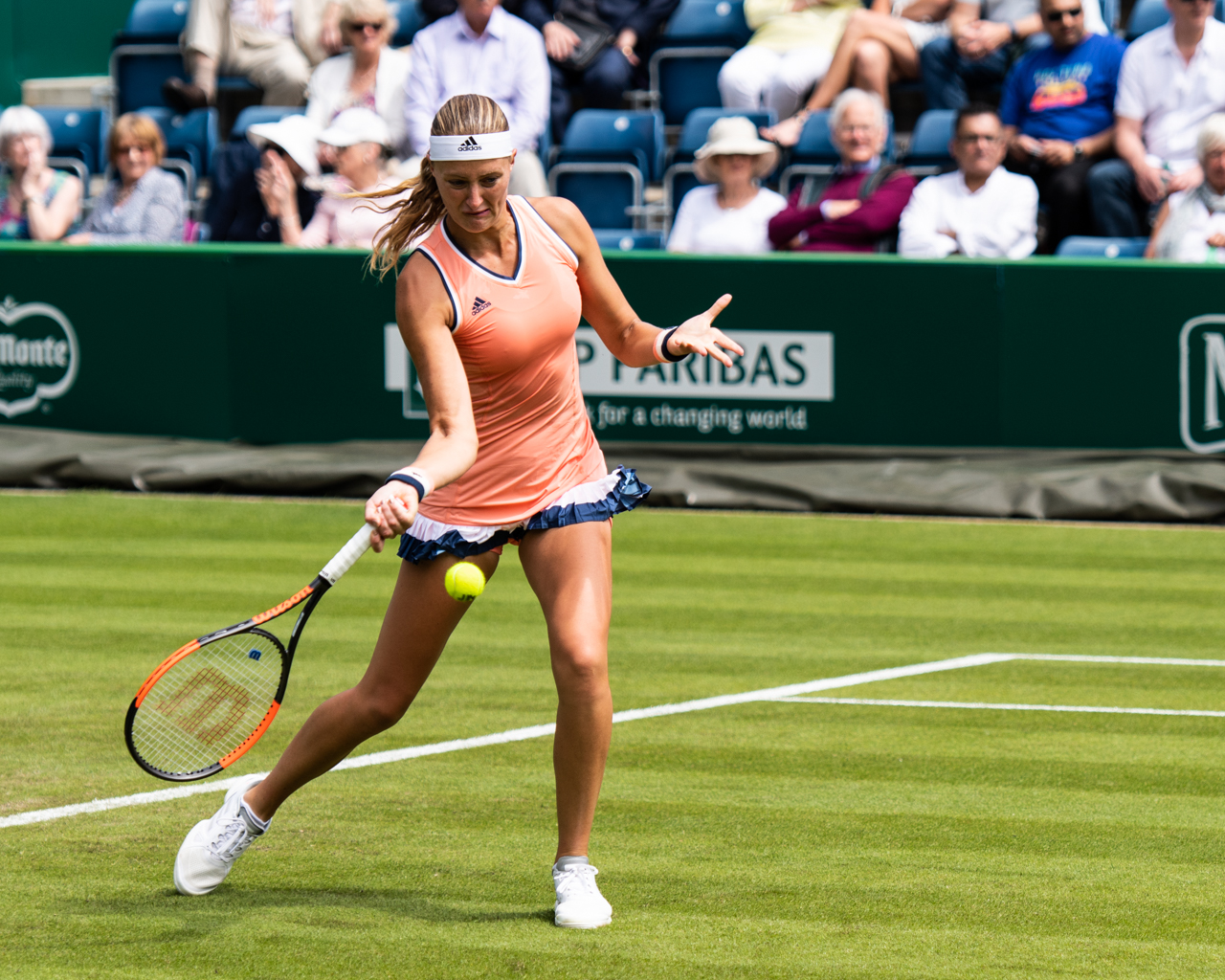
Kristina Mladenovicová
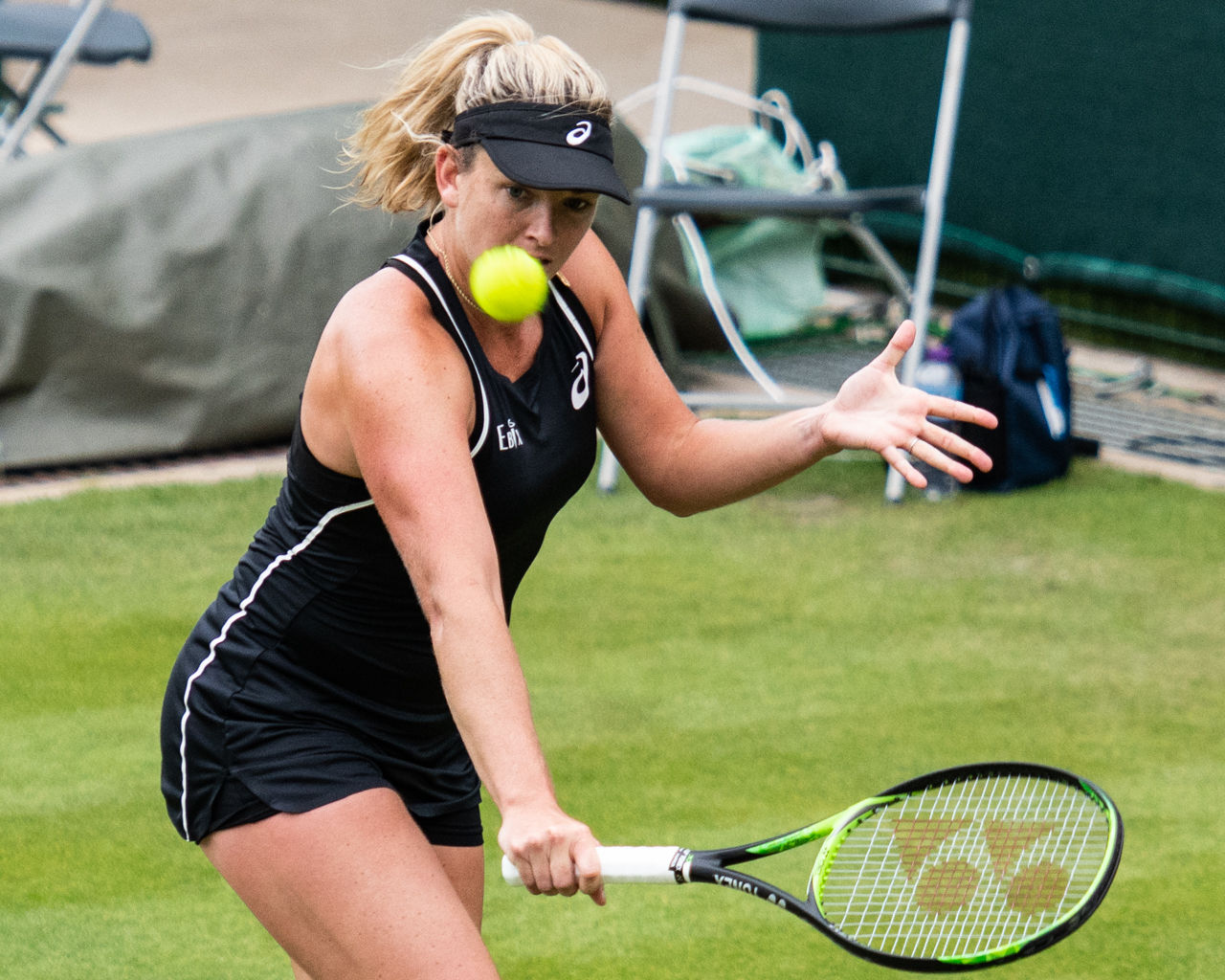
Coco Vandewegheová
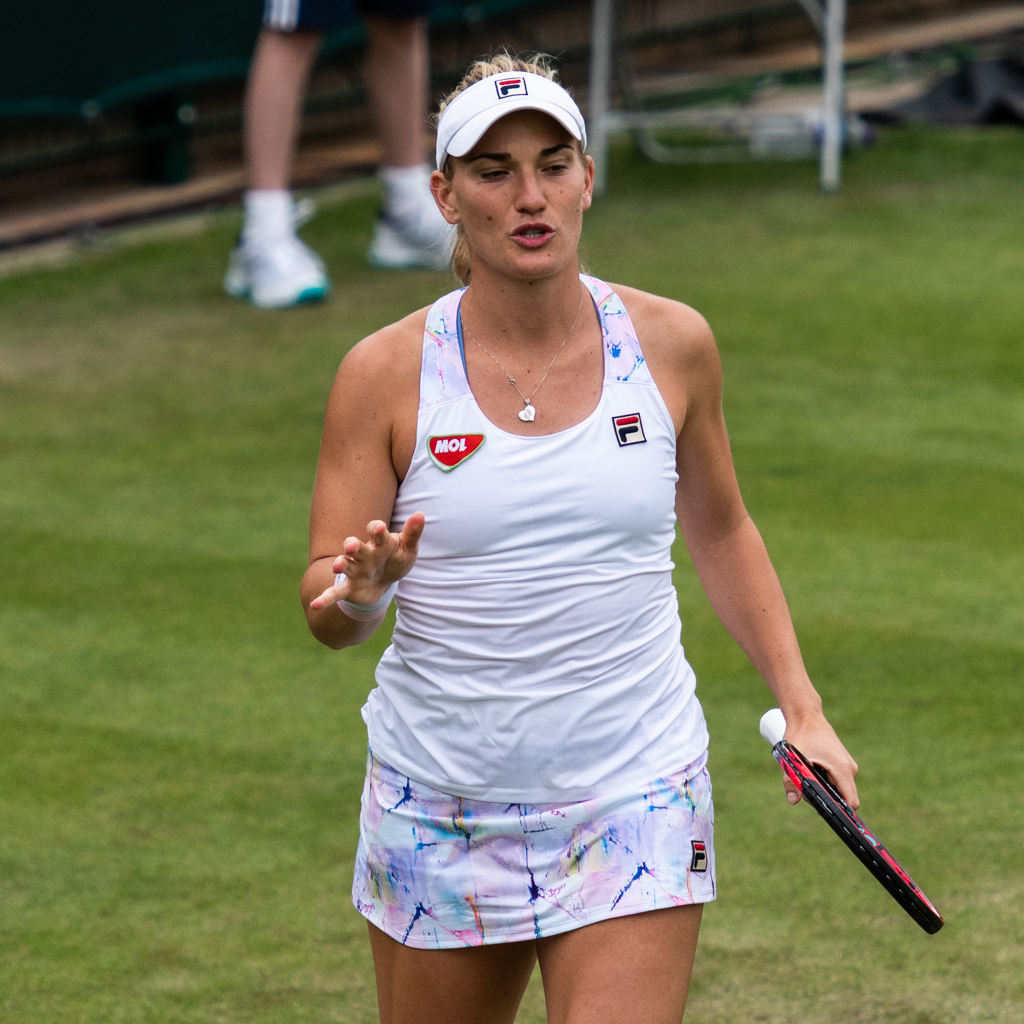
Tímea Babosová
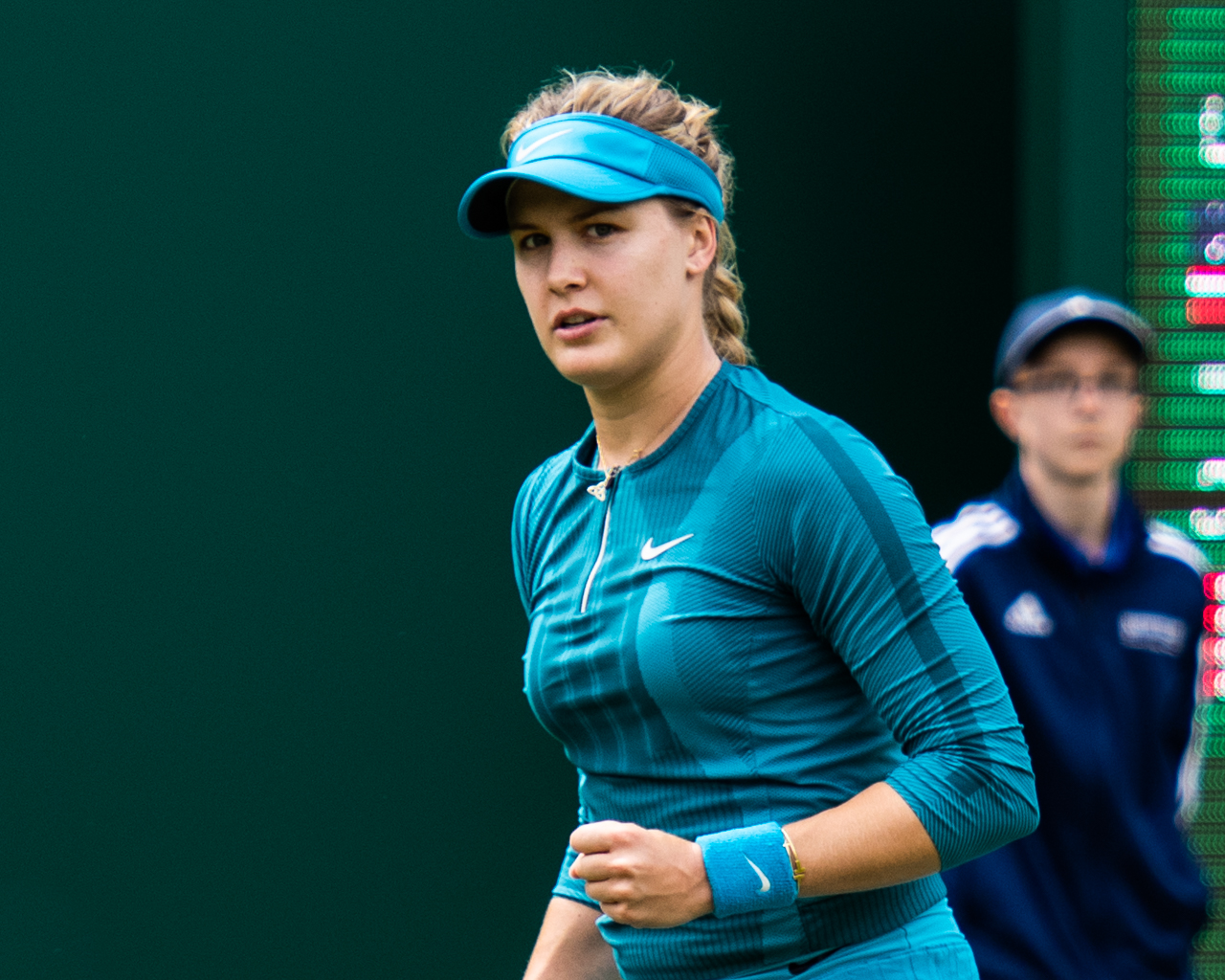
Eugenie Bouchardová
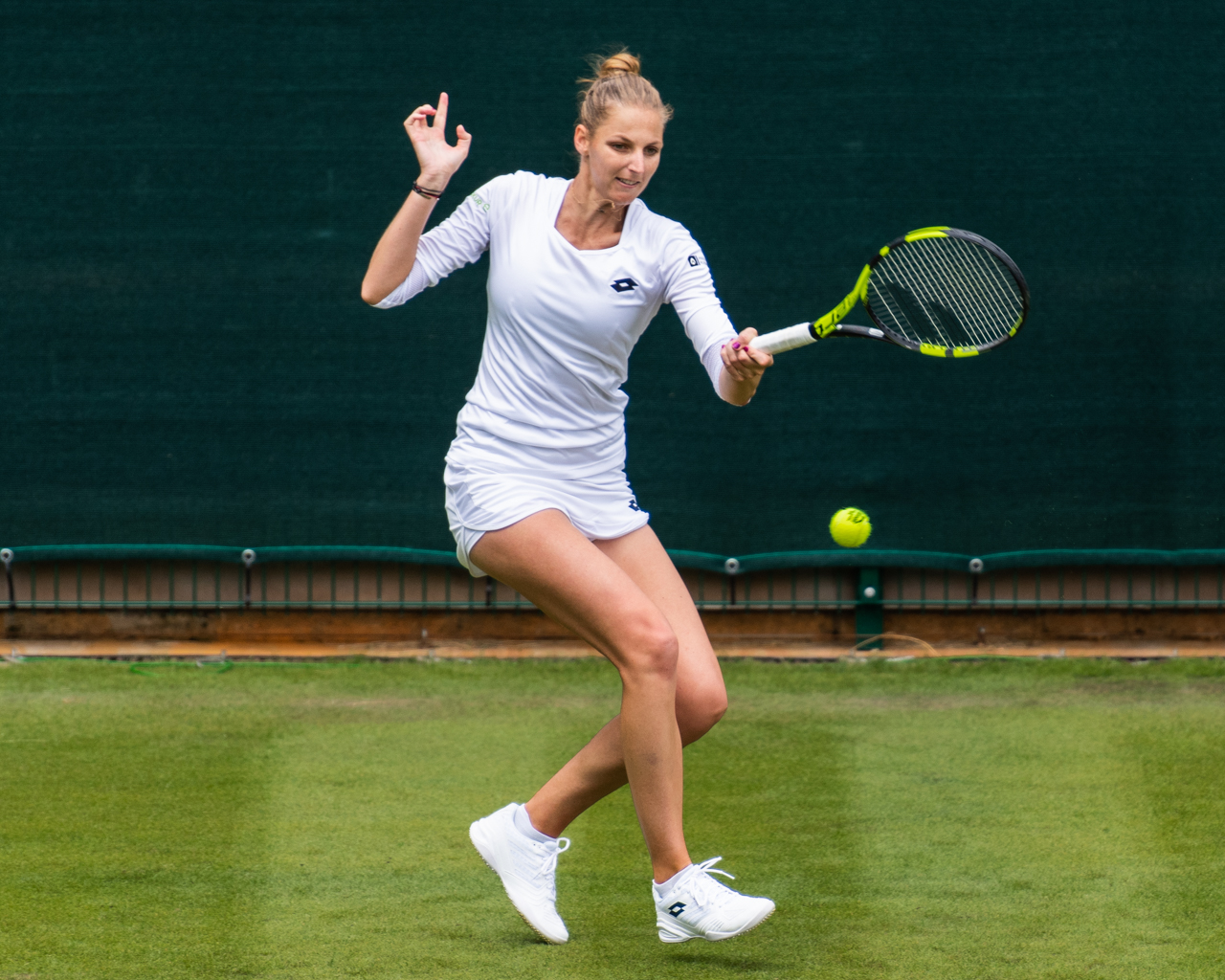
Kristýna Plíšková
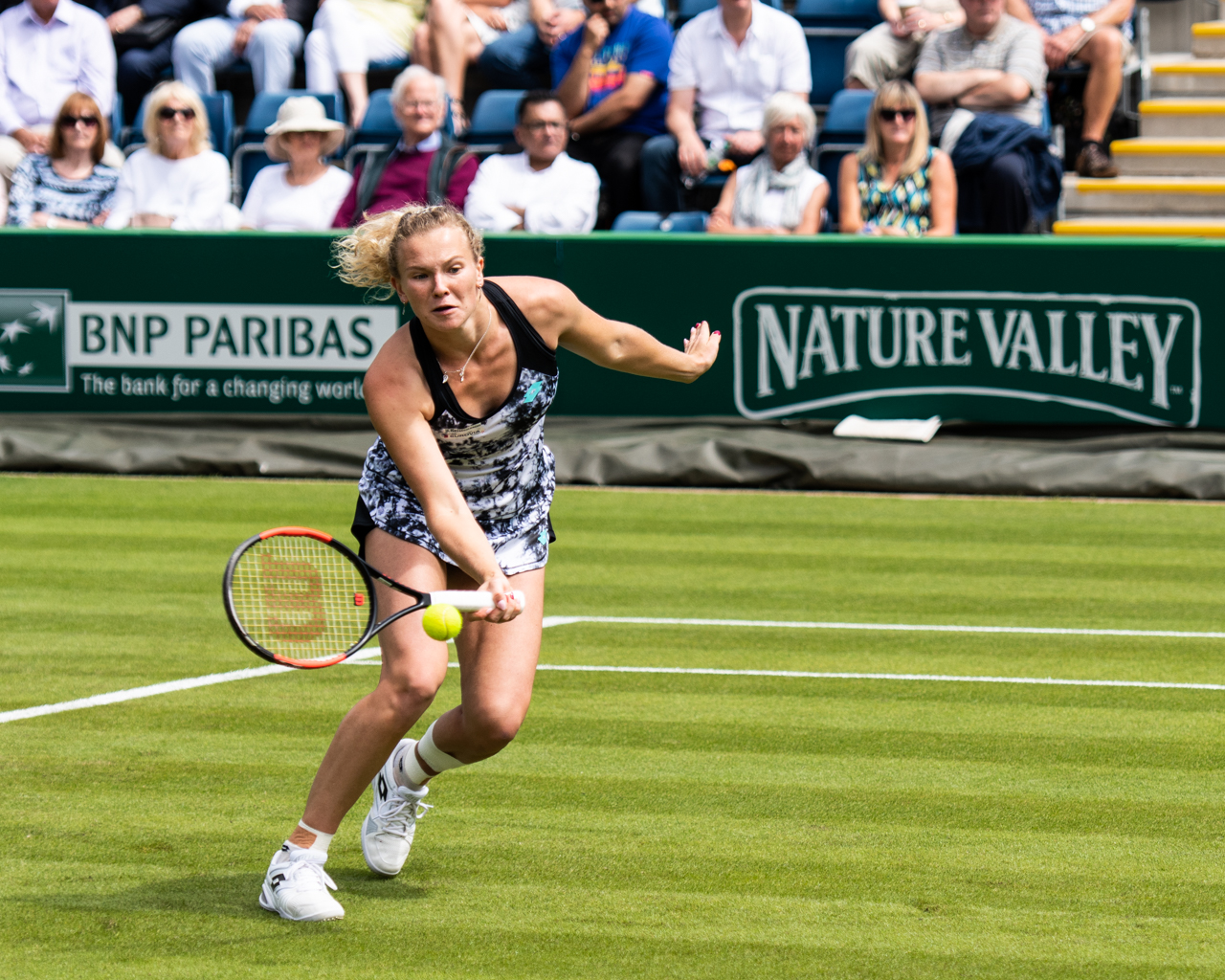
Kateřina Siniaková
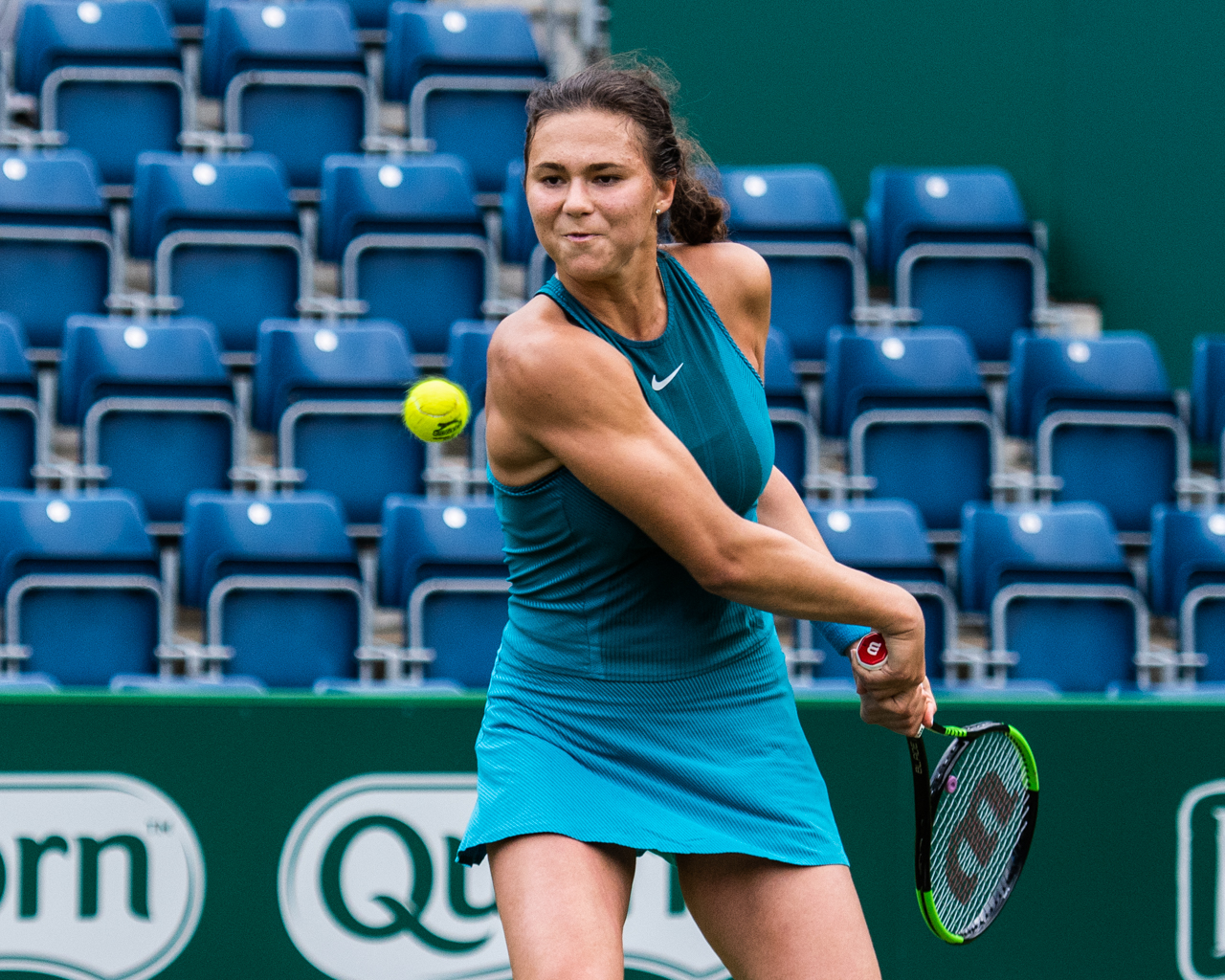
Natalja Vichljancevová